# Tittingdorf
Tittingdorf ist ein Ortsteil der Stadt Melle im Landkreis Osnabrück in Niedersachsen. Der Ort bildete bis 1972 eine Gemeinde im damaligen Landkreis Melle und gehört heute zum Meller Stadtteil Buer.

## Geographie
Der Ortsteil erstreckt sich südöstlich von Buer und ist nur dünn besiedelt. Suttheide am nördlichen Rand des Ortsteils ist eine etwas größere Wohnsiedlung.

## Geschichte
Die Bauerschaft Tittingdorf gehörte bis zu den Napoleonischen Kriegen zum Amt Grönenberg des Hochstifts Osnabrück. Von 1807 bis 1810 gehörte Tittingdorf zum Kanton Buer des napoleonischen Satellitenstaats Königreich Westphalen. Von 1811 bis 1813 gehörte der Ort unmittelbar zu Frankreich und dort zur Mairie Buer im Arrondissement Osnabrück des Departements der Oberen Ems. 1814 kam Tittingdorf zum Königreich Hannover und gehörte dort wieder zum Amt Grönenberg. 1867 fiel Tittingdorf mit dem gesamten Königreich Hannover an Preußen und seit 1885 gehörte die Gemeinde zum Landkreis Melle. Innerhalb des Landkreises Melle gehörte Tittingdorf zur Samtgemeinde Buer. Am 1. Juli 1972 wurde Tittingdorf im Rahmen der Gebietsreform in Niedersachsen Teil der Stadt Melle.

## Einwohnerentwicklung
| Jahr | Einwohner | Quelle |
| ---- | --------- | ------ |
| 1871 | 261       | [ 2 ]  |
| 1910 | 199       | [ 3 ]  |
| 1939 | 162       | [ 4 ]  |
| 1950 | 269       | [ 5 ]  |
| 1961 | 264       | [ 5 ]  |
| 1970 | 265       | [ 5 ]  |

## Baudenkmale
Das Heuerhaus und die Wassermühle des Hofs Meyer zu Tittingdorf an der Stüvestraße 40 sowie ein Hofgebäude an der Stüvestraße 71 sind denkmalgeschützt.

## Öffentliche Einrichtungen
Tittingdorf besitzt eine Freiwillige Feuerwehr mit einem eigenen Feuerwehrhaus an der Hannoverschen Straße.